# Khorasan Nord
La província de Khorasan Nord (persa: استان خراسان شمالی, Ostān-e Khorāsān-e Shomālī) és una de les 31 províncies de l'Iran. Té una superfície de 28.434 km² i el 2006 	tenia 811.572 habitants. La capital és la ciutat de Bojnord. Es troba en la Regió 5 de l'Iran.
Els seus comtats administratius són Shirvan, Esfarayen, Maneh i Samalqan, Jajarm, Faroj i Garmeh.
Khorasan Nord és una de les tres províncies creades mitjançant la divisió de la província de Khorasan el 2004.

## Khorasan del Nord actualment

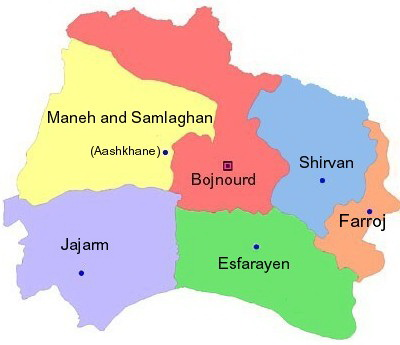
Shahrestans de Khorasan Nord

Grups ètnics de la província de Khorasan Nord:
- Parlants de kurd (46`1%)
- Parlants de persa (27,8%)
- Parlants de llengües túrquiques (20,6%)
- Iranians del nord (3,3)
- Altres (2,2%)